# Cimetova kislina
Cimetova kislina je bela kristalinasta organska spojina. V vodi je slabo topna, dobro pa se topi v organskih topilih. Sodi med nenasičene karboksilne kisline; pojavlja se obeh izomernih oblikah (cis in trans, je pa slednja pogostejša). Vonj cimetove kisline spominja na med. Cimetova kislina in njen hlapni etil ester (etil cinamat) sta ob cinamaldehidu ključni sestavini cimetovega eteričnega olja, sicer pa je zelo pogosta spojina, ki se pojavlja v množici rastlin.

## Pojavnost in sinteza

### Pojavnost v naravi
Pridobiva se iz cimetovega olja ali balzamov, kot je storaks. Najdemo jo tudi v karitejevem maslu. Cimetova kislina je člen šikimatske in fenilpropanoidne biosintezne poti; nastane z delovanjem encima fenilalanin amonia-liaza (PAL) na fenilalanin.

### Proizvodnja
Cimetova kislina se običajno sintetizira s Perkinovo reakcijo, ki obsega z bazo katalizirano kondenzacijo oz. spojitev anhidrida ocetne kisline in benzaldehida. Rainer Ludwig Claisen (1851–1930) je opisal sintezo cinemat estrov kot rezultat reakcije benzaldehida in estrov, t. i. Claisenova kondenzacija.  Mogoče jo je sintetizirati tudi iz cinamaldehida in benzal klorida.

## Raba
Cimetova kislina se rabi v parfumarstvu, proizvodnji sintetičnega indiga  in nekaterih zdravil. Največ se uporablja v industriji parfumov za metil, etil in benzil estre. Z encimsko katalizirano aminacijo fenilalanina je tudi prekurzor sladila aspartam.
Cimetova kislina je snov, ki jo izloča glivna spora, da prepreči kaljenje.